# Посольство Албанії в Україні
Посольство Республіки Албанія в Україні (алб. Ambasada e Republikës së Shqipërisë në Ukrainë) — дипломатичне представництво Албанії в Україні, що представляє інтереси Албанії в українсько-албанських відносинах.
17 січня 2025 року Посольство Албанії в Україні розпочало роботу у Києві. Раніше резиденція посла Албанії в Україні знаходилася у Варшаві в будівлі Посольства Албанії в Польщі.

## Посли Албанії в Україні
1. Енвер Абдюль Фая (Enver Faja) (1994—1997), з резиденцією у Варшаві.
2. Осман Края (Osman Kraja) (1999—2003)[7]
3. Сокол Джйока (Sokol Gjoka) (2003—2008)
4. Флорент Челіку (Florent Cheliku) (2008—2014)[8]
5. Шпреса Курета (Shpressa Kureta) (2015—2021)
6. Фатіон Пені (2021—2022) т.п.
7. Адхурім Ресулі (2022—2024) т.п.
8. Мімоза Халімі (Mimoza Halimi) (2024—2024)
9. Ернал Філо (Ernal Filo) (з 2024), з резиденцією у Києві.